# Leandre (mitologia)
Segons la mitologia grega, Leandre (en grec antic: Λέανδρος, Léandros), va ser un jove d'Abidos, a la costa de l'Hel·lespont.
S'enamorà d'Hero, una sacerdotessa d'Afrodita que vivia a Sestos, a la costa oposada, i cada nit passava l'estret nedant per trobar-se amb ella. Per fer-ho es guiava amb una torxa que Hero encenia a dalt de la torre de casa seva, però una nit el vent l'apagà i Leandre, perdut entre les ones, va morir ofegat. L'endemà el mar va deixar el cos de Leandre al peu de la torre d'Hero, que es va llençar al buit, ja que no va voler sobreviure al seu amant.
El poema Hero i Leandre, atribuït al poeta Museu recull aquest mite. També el poeta anglès Christopher Marlowe va tractar el tema.